# Chirpăr, Sibiu
Chirpăr (în dialectul săsesc Kirperich, Kirpriχ, în germană Kirchberg, în traducere „Dealul Bisericii”, în maghiară Kürpöd, Körpöd), este satul de reședință al comunei cu același nume din județul Sibiu, Transilvania, România. Se află în partea de est a județului,  în Podișul Hârtibaciului.

## Așezare

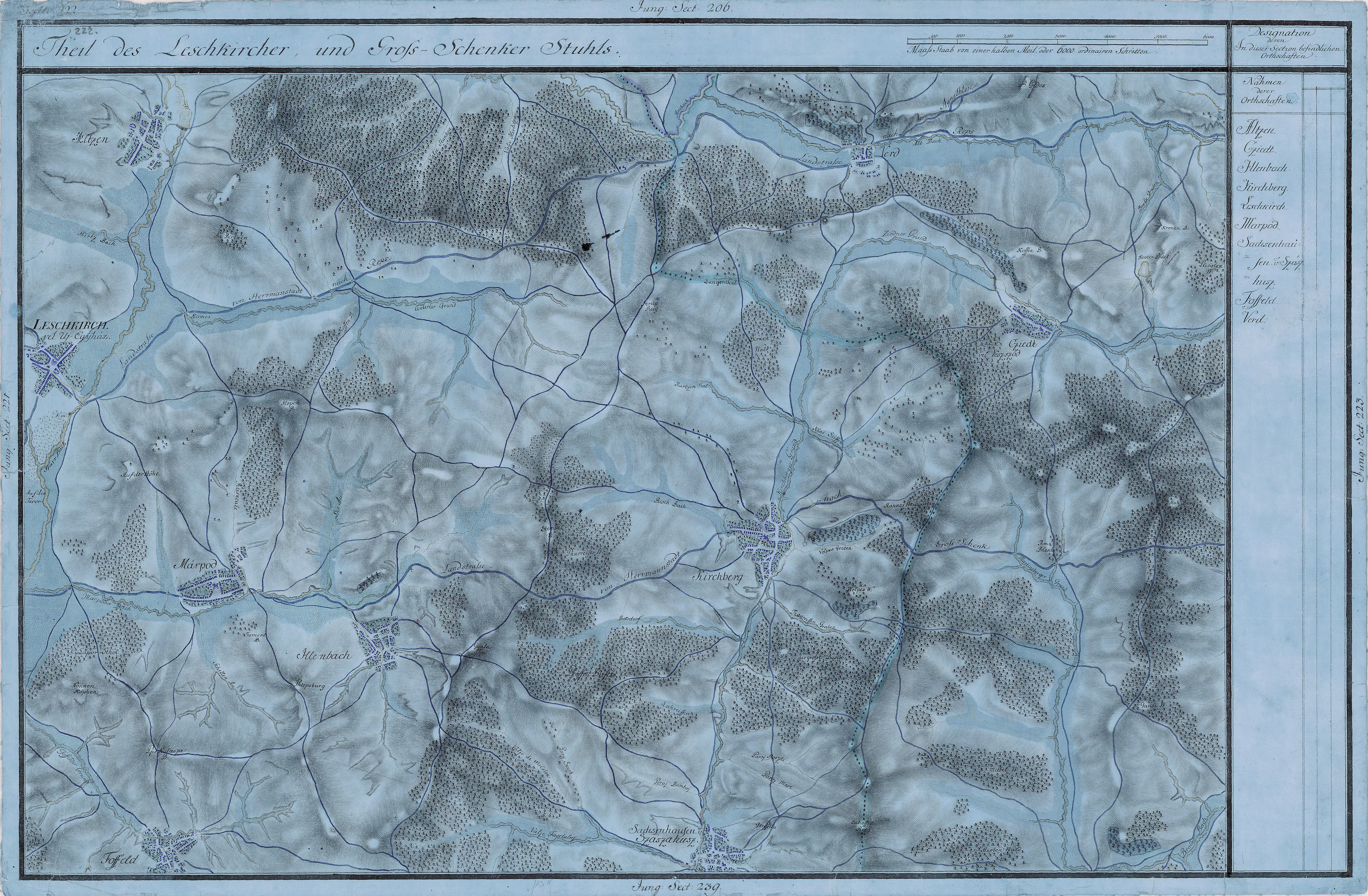
Chirpăr în Harta Iosefină a Transilvaniei, 1769-1773

Localitatea este așezată la 45 kilometri de municipiul reședință de județ Sibiu și 13 kilometri de orașul Agnita, pe valea pârâului Chirpăr, în partea estică a județului, pe drumul județean 105D Săsăuș - Chirpăr - Vărd.

## Scurt istoric
Săpăturile arheologice făcute pe teritoriul satului au adus dovezi materiale ale unei locuiri încă din cele mai vechi timpuri, astfel s-au descoperit un topor de piatră, un mormânt dacic iar în albia pârâului Chirpăr, un prisnel de lut. Din alte locuri mai provin trei topoare de piatră neolitice, un topor de cupru cu brațele în cruce de la sfârșitul eneoliticului, un baros din epoca bronzului și o brățară celtică din La Téne.
În secolul al XIII-lea a fost construită actuala biserică luterană, ca bazilică romanică cu hramul "Sf. Maria", compusă din clopotniță, trei nave, cor pătrat și absidă semicirculară. În secolul al XV-lea au început lucrările de fortificare a bisericii.
În secolul al XVI-lea s-au încheiat lucrările de fortificate a bisericii, perioadă în care au fost ridicate și cele două turnuri de colț din partea sudică a ansamblului.
Satul Chirpăr a aparținut până în anul 1876 de Scaunul Nocrich, unitate administrativă componentă a organismului de autoadministrare al sașilor transilvăneni, Șapte Scaune.
Până în anii 1990 localitatea a fost locuită în majoritate de sași. În prezent există în sat o numeroasă comunitate de romi.

## Demografie
La recensământul din 1930 au fost înregistrați 1.666 locuitori, dintre care 1.086 evanghelici (luterani), 569 ortodocși, 7 greco-catolici și 4 baptiști.

## Economie
Economia acestei așezări este una predominant agricolă, bazată pe cultura plantelor, creșterea animalelor și exploatarea fânețelor.

## Monumente istorice
- Biserica evanghelică fortificată
- Biserica ortodoxă „Înălțarea Domnului"

## Atracții turistice
- Biserica Ortodoxă
- Bazilica romanică (Biserica Luterană) din secolul al XIII-lea, cu trei nave, turn (cel mai înalt turn de biserică de pe Valea Hârtibaciului) și fortificații de apărare.
- Placa memorială în memoria eroilor sași ai satului, căzuți la datorie în Primul Război Mondial în armata cezaro-crăiască, placă aflată în biserica fortificată evanghelică.
- Troița eroilor români, ridicată în anul 1936 în memoria eroilor români ai satulului căzuți la datorie în Primul Război Mondial în armata cezaro-crăiască. Troița se află amplasată în curtea școlii generale, este realizată din piatră de râu și din beton și nu este împrejmuită. Pe o placă sunt înscrise numele celor 20 de eroi români ai satului, iar sub aceasta este amplasat înscrisul comemorativ: "În amintirea eroilor căzuți pe câmpul de luptă - Campania 1914".

## Galerie foto

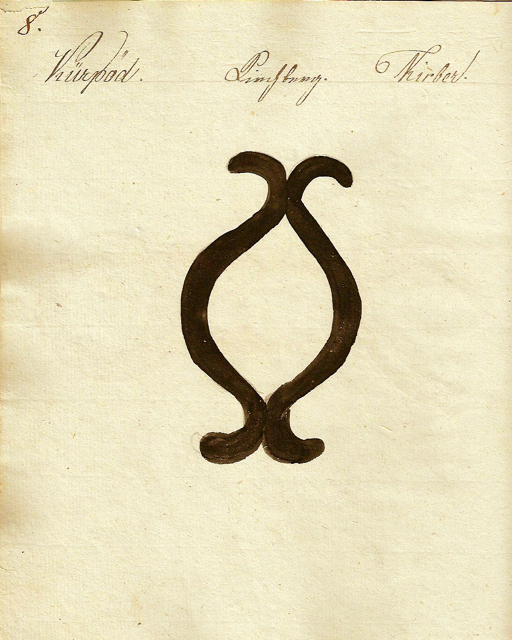
1826 - Danga pentru vitele din Chirpăr
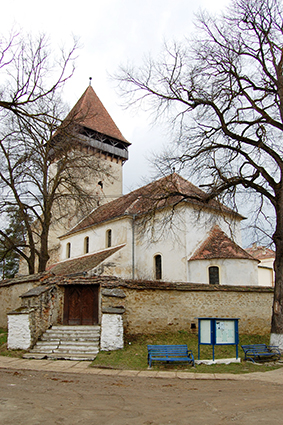
Biserica Luterană
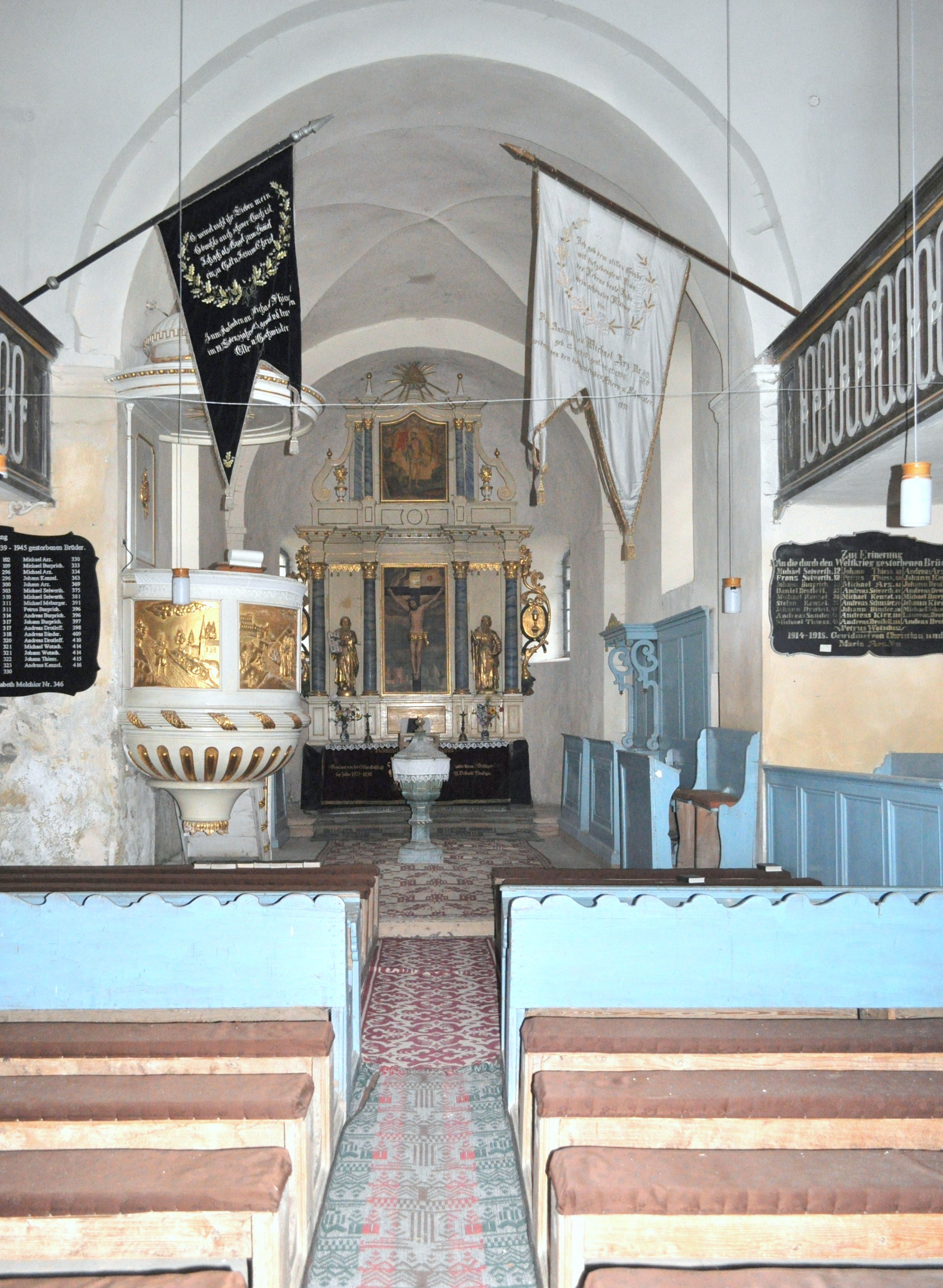
Nava spre altar
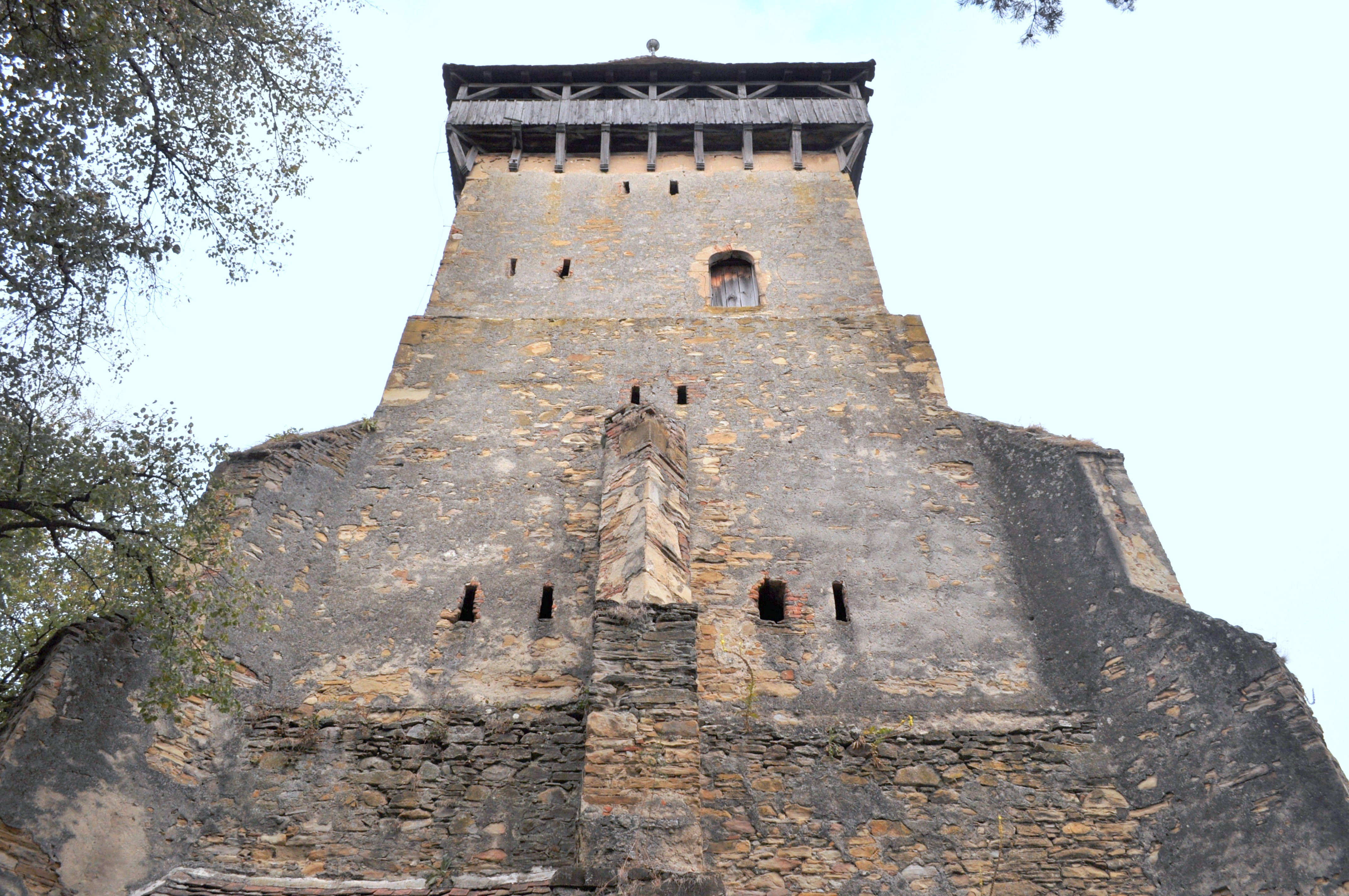
Turnul
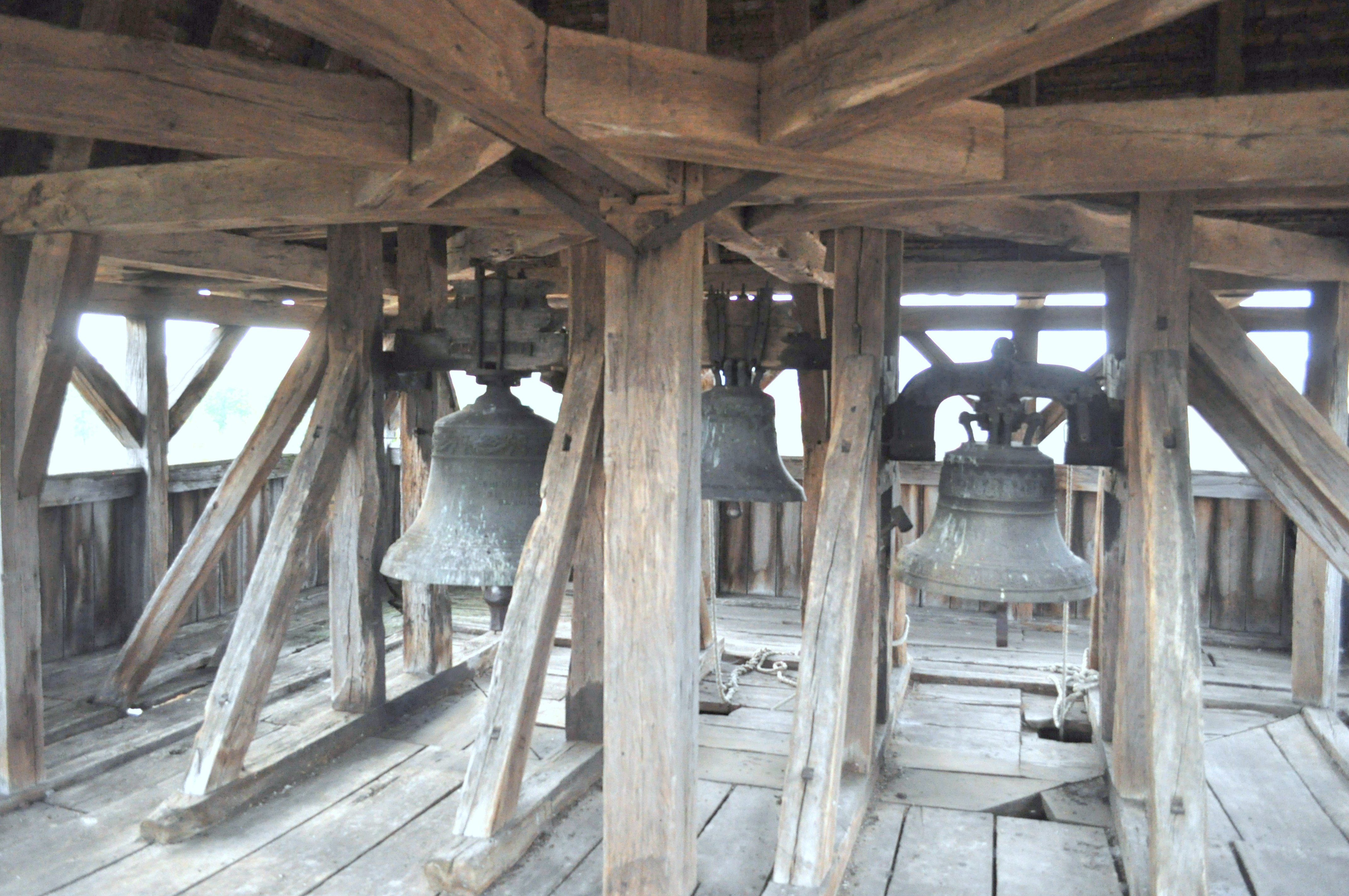
Clopotele
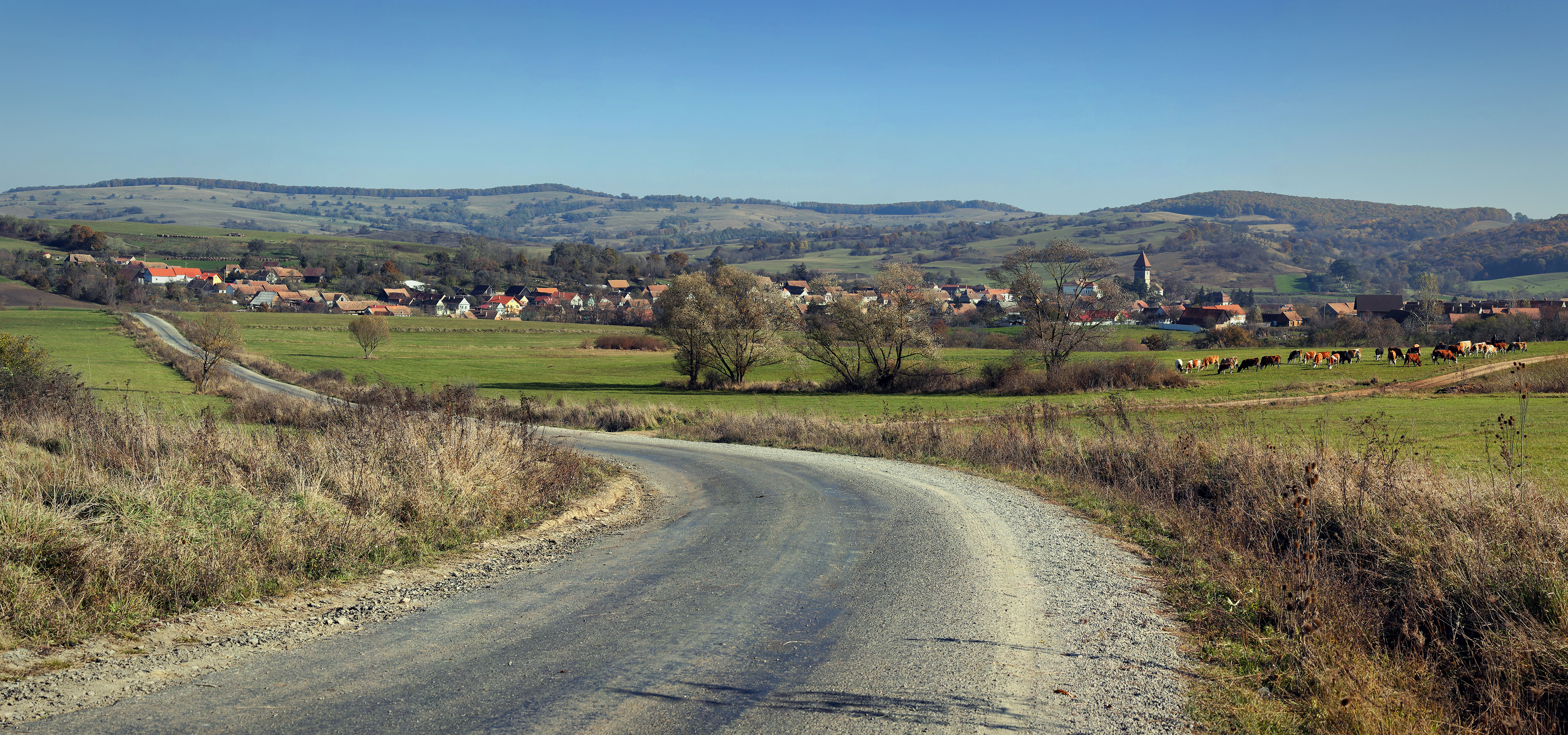
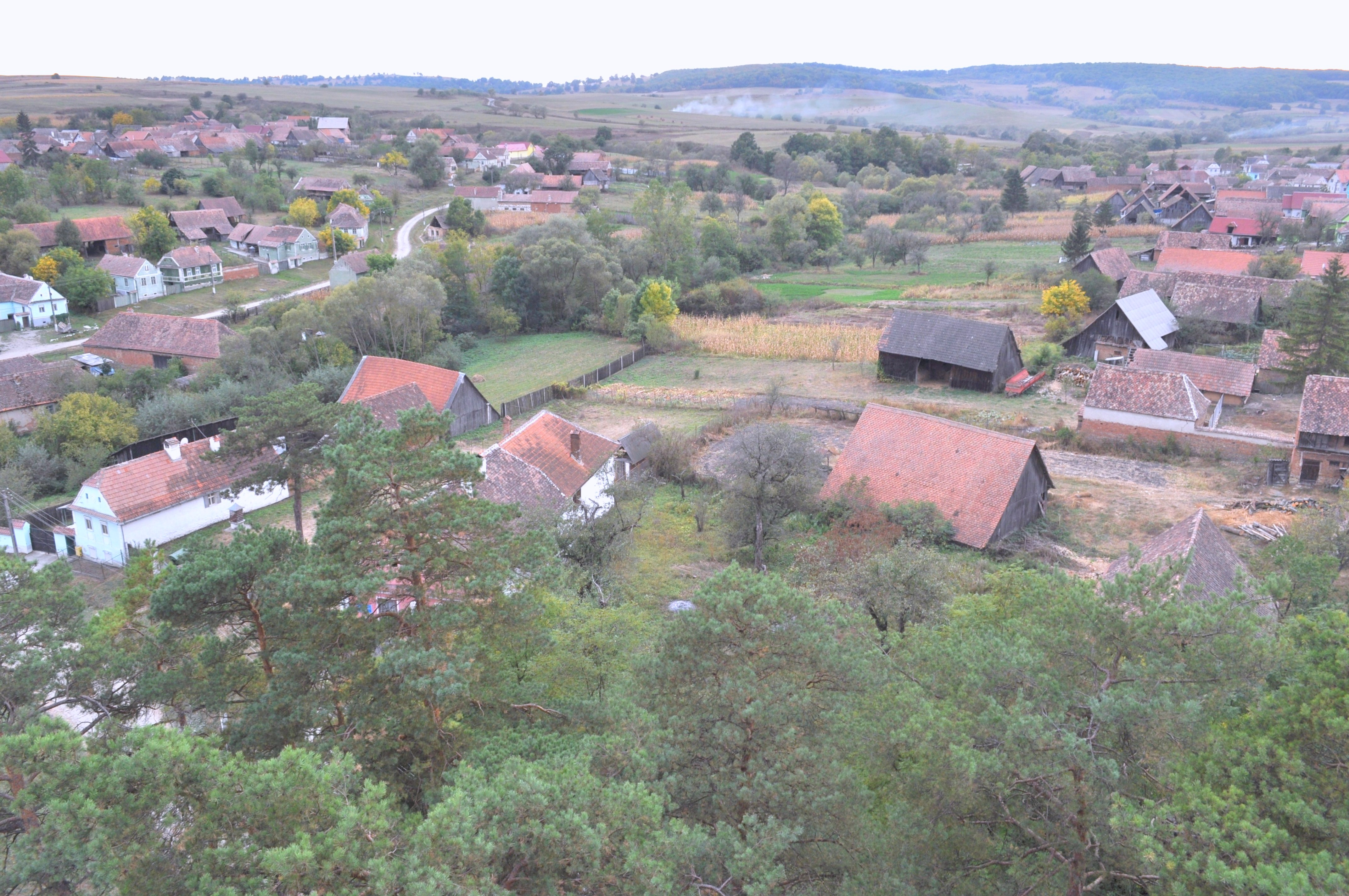
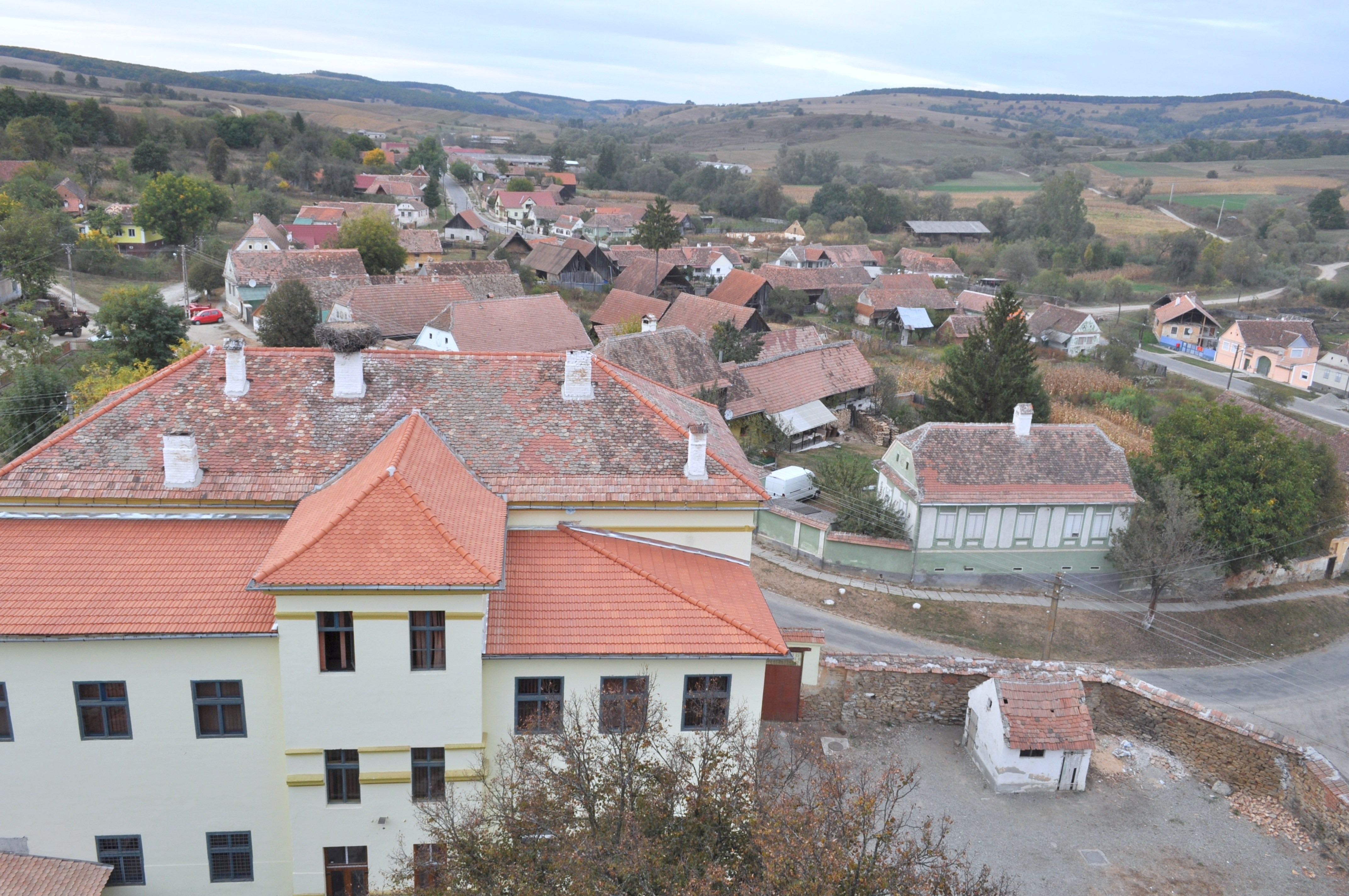
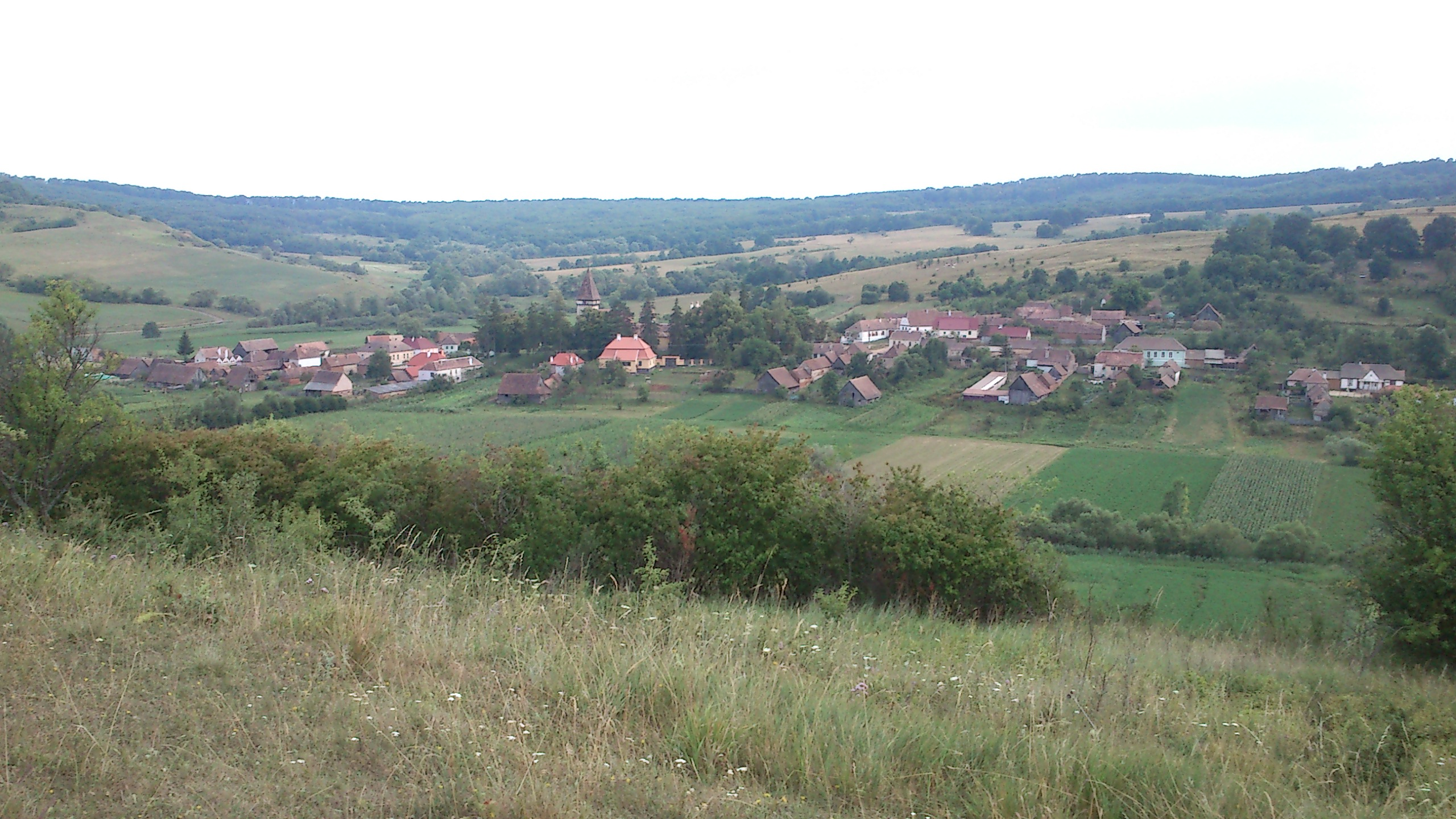
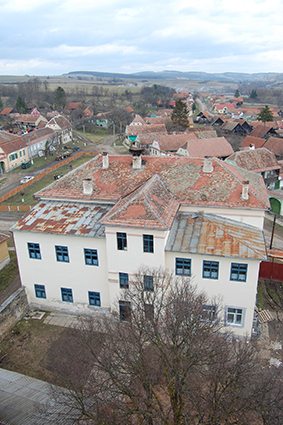